# Белоглинка (Крым)
Белогли́нка  (до 1948 года. Актачи́-Кия́т; укр. Білоглинка, крымскотат. Aqtaçı Qıyat, Акътачы Къыят) — село в Симферопольском районе Крыма (согласно административно-территориальному делению Украины входит в состав Мирновского сельского совета Автономной Республики Крым, согласно административно-территориальному делению РФ — в Мирновском сельском поселении Республики Крым).

## Современное состояние
В Белоглинке 20 улиц и 5 переулков, площадь, занимаемая селом, по данным сельсовета на 2009 год, 715 гектаров. В селе действует средняя школа — Крымский казачий кадетский корпус, почтовое отделение, аптека, детский сад «Солнышко», церковь Амвросия Оптинского. Белоглинка связана с Симферополем городским автобусом 79-го маршрута и маршрутным такси того же номера.

## География
Село Белоглинка расположена в самом центре района, фактически — северо-западная окраина Симферополя, на левом берегу Салгира, расстояние до центра города около 10 км, высота центра села над уровнем моря 207 м. Железнодорожная станция Симферополь — примерно в 5 километрах, Белоглинка на юго-востоке примыкает к селу Мирное.

## История
Во время Крымского ханства, конце XVIII века, северо-западнее Акмечети, в долине Салгира, располагалось большое поселение Кыят, или Кият, состоявшее из 4 относительно самостоятельных участков, записанных в Камеральном Описании Крыма… 1784 года, как Кыят Сарай Кесек, Кыят Пазарджик Кесек, Кыят Бакаджик Кесек и Кыят Онджи Кесек Акмечетского кадылыка Акмечетского каймаканства. После присоединения Крыма к России (8) 19 апреля 1783 года, (8) 19 февраля 1784 года, именным указом Екатерины II сенату, на территории бывшего Крымского Ханства была образована Таврическая область и деревня была приписана к Симферопольскому уезду. После Павловских реформ, с 1796 по 1802 год, входила в Акмечетский уезд Новороссийской губернии. По новому административному делению, после создания 8 (20) октября 1802 года Таврической губернии, Кыяты были включены в состав Кадыкойскои волости Симферопольского уезда.
Судя по сохранившимся документам, разделение кесеков — частей поселения, на деревни в российском понимании, на первых порах делалось довольно произвольно и, если в Ведомости о всех селениях в Симферопольском уезде состоящих с показанием в которой волости сколько числом дворов и душ… от 9 октября 1805 года Актачи Кията нет, то на военно-топографической карте генерал-майора Мухина 1817 года Кият актачи обозначен с 8 дворами. После реформы волостного деления 1829 года деревню, согласно «Ведомости о казённых волостях Таврической губернии 1829 года», отнесли к Сарабузской волости. На карте 1836 года в деревне 6 дворов, а на карте 1842 года Актачи-Кият обозначен условным знаком «малая деревня».
В 1860-х годах, после земской реформы Александра II, деревня осталась в составе преобразованной Сарабузской волости. В августе 1861 года в деревню прибыла группа эстонских переселенцев (5-6 семей), в ноябре того же года прибыла вторая группа — 10 семей. Согласно «Списку населённых мест Таврической губернии по сведениям 1864 года», составленному по результатам VIII ревизии 1864 года, Актачи-Кият — казённая татарская деревня с 4 дворами, 21 жителем и мечетью при реке Большом Салгире. На трёхверстовой карте 1865—1876 года в деревне Ахтачи-Кият 10 дворов. В «Памятной книге Таврической губернии 1889 года», по результатам Х ревизии 1887 года, также записан Актачи-Кият Сарабузской волости с 16 дворами и 73 жителями.
После земской реформы 1890-х годов Кара-Кият отнесли к Подгородне-Петровской волостии, но название встречается только в Статистическом справочнике Таврической губернии 1915 года, согласно которому в деревне Актачи-Кият Подгородне-Петровской волости Симферопольского уезда числилось 8 дворов с русским населением в количестве 22 человек приписных жителей и 18 — «посторонних», из которых 20 мужчин и 20 женщин. Жители владели 6 десятинами удобной земли. В хозяйствах имелось 20 лошадей и 15 коров.
После установления в Крыму Советской власти, по постановлению Крымревкома от 8 января 1921 года была упразднена волостная система и село включили в состав вновь созданного Подгородне-Петровского района Симферопольского уезда, а в 1922 году уезды получили название округов. 11 октября 1923 года, согласно постановлению ВЦИК, в административное деление Крымской АССР были внесены изменения, в результате которых был ликвидирован Подгородне-Петровский район и образован Симферопольский и село включили в его состав. Согласно Списку населённых пунктов Крымской АССР по Всесоюзной переписи 17 декабря 1926 года, в селе Актачи-Кият, в составе, упразднённого к 1941 году, Бахчи-Элинского сельсовета Симферопольского района, числилось 35 дворов, из них 31 крестьянский, население составляло 149 человек, из них 137 русских, 8 украинцев, 2 немца, 2 эстонца. По данным всесоюзной переписи населения 1939 года в селе проживало 88 человек.
В 1944 году, после освобождения Крыма от фашистов, согласно Постановлению ГКО № 5859 от 11 мая 1944 года, 18 мая крымские татары были депортированы в Среднюю Азию. 12 августа 1944 года было принято постановление № ГОКО-6372с «О переселении колхозников в районы Крыма» и в сентябре 1944 года в район приехали семьи новоселов из Винницкой области. С 25 июня 1946 года Белоглинка в составе Крымской области РСФСР. Указом Президиума Верховного Совета РСФСР от 18 мая 1948 года Актачи-Кият был переименован в Белоглинку. 26 апреля 1954 года Крымская область была передана из состава РСФСР в состав УССР. В 1958 году Каховский сельсовет переименован в Мирновский (с центром в селе Мирное), в который включили Белоглинку.
Указом Президиума Верховного Совета УССР «Об укрупнении сельских районов Крымской области», от 30 декабря 1962 года Симферопольский район был упразднён и село присоединили к Бахчисарайскому. 1 января 1965 года, указом Президиума ВС УССР «О внесении изменений в административное районирование УССР — по Крымской области», вновь включили в состав Симферопольского. По данным переписи 1989 года в селе проживало 1924 человека. С 12 февраля 1991 года село в восстановленной Крымской АССР, 26 февраля 1992 года переименованной в Автономную Республику Крым. С 21 марта 2014 года в составе Крыма аннексирована Россией.

## Население
| 2001 | 2014  |
| ---- | ----- |
| 2070 | ↘1989 |

### Динамика численности
| - 1864 год — 21 чел. - 1887 год — 73 чел. - 1915 год — 22/18 чел. - 1926 год — 149 чел. - 1939 год — 230 чел. | - 1989 год — 1924 чел. - 2001 год — 2070 чел. - 2001 год — 2070 чел. - 2014 год — 1989 чел. |

Всеукраинская перепись 2001 года показала следующее распределение по носителям языка
| Язык             | Процент |
| ---------------- | ------- |
| русский          | 74,69   |
| крымскотатарский | 15,8    |
| украинский       | 8,21    |
| другие           | 0,39    |